# سوئیست
سوئیست (انگلیسی: Soueast) شرکت خودروسازی چینی است، که در سال ۱۹۹۵ تأسیس شد.

## تاریخچه
سوئیست در نوامبر ۱۹۹۵ به عنوان یک سرمایه‌گذاری مشترک بین چاینا موتور و گروه صنعت فوجیان موتور تأسیس شد. میتسوبیشی در سال ۲۰۰۶ شریک این سرمایه گذاری مشترک شد.
در آوریل ۲۰۰۸، سوئیست برای تامین ۵٬۷۰۰ ون دلیکا با شرکت مهرگان ایرانیان قراردادی را منعقد کرد. در همان سال، جکی چان به‌عنوان سفیر برند میتسوبیشی برای بازارهای سرزمین اصلی چین انتخاب شد.

## محصولات
این شرکت محصولاتی با برند سوئیست و طیف وسیعی از محصولات میتسوبیشی را در بازار چین تولید و عرضه می‌کند.

### سوئیست
- سوئیست ای۵ (۲۰۱۹)
- سوئیست دی‌ایکس۳ (۲۰۱۶)
- سوئیست دی‌ایکس۵ (۲۰۱۹)
- سوئیست دی‌ایکس۷ (۲۰۱۵)
- سوئیست دی‌ایکس۹ (۲۰۲۲)

- سوئیست وی۳
- سوئیست وی۳ اسپرت
- سوئیست وی۵
- سوئیست وی۶
- سوئیست وی۶ کراس
- سوئیست وی۶ رالی
- سوئیست ای۵
- سوئیست سی۱
- سوئیست دلیکا
- سوئیست دی‌ایکس۳
- سوئیست دی‌ایکس۵
- سوئیست دی‌ایکس۷

توقف تولید:
- سوئیست سی۱ (۲۰۱۱)
- سوئیست دلیکا (۱۹۹۶)
- سوئیست فریکا (۲۰۰۱)
- سوئیست لیونسل (۲۰۰۳)
- سوئیست وی۳ (۲۰۰۸)
- سوئیست وی۵ (۲۰۱۲)
- سوئیست وی۶ (۲۰۱۳)

### میتسوبیشی
- لنسر
- لنسر ئی‌ایکس
- لنسر فورتیس
- گالانت
- زینگر

- A Mitsubishi Lancer produced by Soueast
- A Mitsubishi Lancer EX produced by Soueast
- A Mitsubishi Lancer Fortis produced by Soueast
- A Mitsubishi Galant produced by Soueast
- A Mitsubishi Zinger produced by Soueast